# Doença de Gaucher
Doença de Gaucher é uma doença genética, progressiva, sendo a mais comum das doenças lisossômicas de depósito, que recebem esse nome devido ao acúmulo de restos de células envelhecidas depositadas nos lisossomos. Está relacionada com o metabolismo dos esfingolípidos (um tipo de gordura). É causada por uma deficiência na enzima glucocerebrosidase, cuja função é fazer a digestão dos glucocerebrósidos dentro da célula, que se acumulam causando lesões a diversos órgãos. Como a enzima tem atividade deficiente, esta gordura não é digerida dentro do lisossomo e se acumula progressivamente nas células, os macrófagos, que são células hematopoiéticas fagocíticas de linhagem mieloide e são importantes no sistema imunológico por participar da imunidade inata, tendo como suas principais funções a fagocitose de partículas estranhas, apresentadora de antígenos aos linfócitos, promovem resposta inflamatória, reorganização tecidual e ação microbiana.  Estes macrófagos aumentam de tamanho, cheios de glicocerebrosídeo não digerido e passam a ser chamados de "células de Gaucher". Afeta 1 em cada 40.000 nascidos vivos. As principais características observadas são um aumento dos órgãos como fígado, baço e rins, diminuição do número de plaquetas e doenças ósseas. Se acumulam principalmente no fígado e no baço que, por isso, aumentam de tamanho, cheios de células de Gaucher. Essas células também se encontram na medula óssea (parte interna), acarretando no enfraquecimento dos ossos, que podem quebrar com mais facilidade em comparação a ossos normais. A doença foi descrita na tese de doutoramento de Philippe Ernest Gaucher em 1882.

## Causa
A doença é herdada de uma forma autossômica recessiva, ou seja: autossômica porque o defeito genético situa-se num dos pares do cromossomo 1, e recessiva porque é preciso, para desenvolvê-la, herdar duas cópias defeituosas do gene, uma do pai e outra da mãe. Trata-se de um erro inato do metabolismo, em que o gene defeituoso pode ser herdado por filhos de ambos os sexos. É causada por mutações GBA, o defeito está na banda 1q22, gerando a falta da enzima glucocerebrosidase que não foi codificada, essencial para o metabolismo dos cerebrósidos, um lipídeo importante para a formação de membranas no baço, glóbulos vermelhos e na mielinização dos neurônios.
 Em casos raros, a causa está no gene PSAP que codifica a sua proteína ativadora (Sapocina C).
Não há evidências científicas que comprovem que o ambiente, alimentação ou hábitos de vida afetem a predisposição para a doença de Gaucher. No entanto, a predisposição para desenvolver a doença pode ser influenciada por fatores genéticos e hereditários.

## Classificação
- Tipo 1 ou não neuropática (Incidência de 1:10.000 a 1:20.000) - Afeta crianças e adultos, a idade de início dos sinais e sintomas é muito variável. Os sintomas normalmente apresentados são hepatomegalia(aumento do fígado), esplenomegalia (aumento do baço) levando a hiperesplenismo com progressiva anemia, trombocitopenia e leucopenia. Esses sintomas ainda podem ser associado à fadiga, cansaço, plenitude gástrica pós-prandial e retardo de crescimento em crianças. O acúmulo de glicocerebrosídeo na medula óssea leva à osteopenia, lesões líticas, fraturas patológicas, dor óssea crônica, crises ósseas, infarto e osteonecrose. É descrito também uma maior incidência de tumores ósseos nos pacientes com Doença de Gaucher. A progressão do quadro é, em geral, lenta ou variável, e a sobrevida pode ser normal, na dependência da gravidade das complicações. O tipo 1 é o mais freqüente, correspondendo a 95 % dos casos de Doença de Gaucher.
- Tipo 2 ou forma neuropática aguda (Incidência menor que 1:100.000) - Afeta lactentes com 4-5 meses de idade, compromete cérebro, baço, fígado e pulmão. O quadro neurológico é grave, com múltiplas convulsões, hipertonia, apnéia e progressivo retardo mental. A evolução é rápida, com morte nos primeiros dois anos de vida, em geral pelo envolvimento pulmonar.
- Tipo 3 ou forma neuropática crônica (Incidência menor que 1:100.000) - Afeta crianças e adolescentes, a idade de início é variável, mas em geral no pré-escolar. Compromete cérebro, baço, fígado e ossos. A evolução do quadro neurológico é variável, mas menos grave que o do tipo 2. É dada uma sobrevida de até 20 a 30 anos.

## Sinais e sintomas
Os sintomas mais comuns são: fadiga (devido à anemia), sangramentos, principalmente de nariz (por causa da redução do número de plaquetas), dores nos ossos, fraturas espontâneas (provocadas pelas anormalidades ósseas), cirrose, fibrose, varizes de esôfago e desconforto abdominal (devido ao tamanho aumentado do fígado e/ou do baço).
Há pessoas que não desenvolvem sintomas clínicos. Os pacientes podem nascer com a doença manifesta ou permanecer assintomáticos até serem diagnosticados. A maior parte dos pacientes apresenta algumas manifestações clínicas e não todas ao mesmo tempo.
Esses sintomas se referem particularmente ao tipo 1 da doença de Gaucher, que tem um curso clínico bastante variável - de leve a grave. Algumas pessoas não desenvolvem esses sintomas clínicos. O indivíduo pode nascer com a doença já manifestada ou permanecer sem apresentar sintomas até serem diagnosticados na idade adulta - as vezes de forma inesperada. Geralmente os pacientes apresentam algumas manifestações clínicas, não todas ao mesmo tempo.

## Epidemiologia
A doença de Gaucher é a mais prevalente das doenças de depósito lisossômico.1 Um levantamento feito na Austrália registrou uma frequência de 1: 57.000. Um estudo semelhante, feito na Holanda, relatou 1,16 : 100.000. 
A doença de Gaucher é mais frequente entre os judeus asquenazins; nessa população, a prevalência da doença é de 1:855 e a frequência estimada de portadores é de 1:18.
A prevalência da doença de Gaucher neuropática (tipos 2 e 3) varia entre os grupos étnicos, mas parece ser maior entre indivíduos que não sejam de raça branca.
Se ambos os pais forem portadores, a criança terá chance de 1:4 (ou 25%) de ter a doença de Gaucher, chance de 1:2 (ou 50%) de ser portadora sem apresentar a doença e chance de 1:4 (ou 25%) de não ter a doença nem ser portadora.
Em 1882, o médico francês Phillippe Charles Ernest Gaucher descreveu a doença, pela primeira vez, em uma mulher adulta cujo fígado e baço estavam aumentados.
A doença de Gaucher tipo II é a forma mais grave e ocorre durante a primeira infância e costuma causar a morte até os dois anos de idade 2. Já a doença de Gaucher tipo III afeta crianças e adolescentes e pode levar à morte por volta dos 20 ou 30 anos de idade, por complicações neurológicas e pulmonares.
A criança com a forma infantil em geral morre no prazo de dois anos, porém, crianças e adultos que desenvolvem a doença mais tarde podem sobreviver por vários anos.

## Diagnóstico
O método mais preciso para diagnosticar a doença é a dosagem da atividade da enzima ß-glicosidase nos leucócitos (glóbulos brancos do sangue) ou nos fibroblastos ( tipo de células da pele). Quando há incerteza em relação ao diagnóstico, pode ser indicada uma biópsia da medula óssea, ou mielograma, para identificar células de Gaucher.
Nos pacientes com Doença de Gaucher, o nível de atividade da enzima fica 30% abaixo do normal. A determinação da atividade enzimática é essencial para o diagnóstico da doença e, conseqüentemente, para o tratamento.
O teste genético para descobrir defeitos no gene GBA se chama genotipagem, que confirma o diagnóstico da doença de Gaucher e pode dar informações úteis sobre a forma como a doença poderá evoluir. Também, pode ser feito alguns testes laboratoriais, como o exame de sangue que pesquisa a atividade da enzima beta-glicosidase e mede os níveis de quitotriosidase ou outros biomarcadores. A baixa atividade dessa enzima indica a presença de um erro inato do metabolismo; isso significa que a pessoa já nasceu com essa alteração. A investigação deve prosseguir com um teste molecular, também feito com uma amostra de sangue, para verificar se existem mutações que são frequentemente observadas no DNA dos portadores. Com isso, é possível determinar também o subtipo da Doença de Gaucher (se ela é do tipo 1, 2 ou 3).

## Tratamento
Em 1991, surgiu um tratamento de reposição enzimática a partir da extração de enzimas de placenta humana. Apenas em 1994 a enzima passou a ser produzida de forma sintética por técnica de DNA recombinante, o que permitiu sua maior distribuição.
Atualmente, existe uma nova abordagem terapêutica, denominada de terapia de redução do substrato, que é de administração oral (em vez da administração por via endovenosa da terapia de reposição enzimática). Esta terapia atua diminuindo a formação dos lípidos, prevenindo assim o acúmulo dos mesmos. A terapia de redução de substrato está sendo utilizada em alguns países como opção na manutenção de pacientes com Doença de Gaucher tipo 1, sendo que estudos clínicos estão sendo feitos para a aplicação desta terapia na doença de Gaucher tipo 3.
Uma outra terapia disponível recentemente é o medicamento Ulypso, aprovado pelo FDA, órgão americano responsável pela regulação de medicamentos nos Estados Unidos, em maio de 2012 e pela Agência Nacional de Vigilância Sanitária (Anvisa) em março de 2013. Ele é produzido a partir de cenoura transgênica e é capaz de atuar no processamento de glicocerebrosídeos, gordura que fica acumulada nesses pacientes. 
Outros tratamentos podem envolver transfusão sanguínea, esplenectomia (retirada do baço), transplante de medula óssea e uso de analgésicos.

## Referência
- (em inglês) National Institutes of Health Informação sobre a doença
- Aharon-Peretz J, Rosenbaum H, Gershoni-Baruch R. Mutations in the Glucocerebrosidase Gene and Parkinson's Disease in Ashkenazi Jews. N Engl J Med 2004;351:1972-1977. PMID 15525722.
- Barranger JA, Rice EO. Gaucher disease: diagnosis, monitoring and management. Gaucher Clin Persp 1997;5:1-6.
- Brady RO, Kanfer JN, Shapiro D. Metabolism of glicocerebrosides. II. Evidence of enzymatic deficiency in Gaucher's disease. Biochem Biophys Res Commun 1965;18:221. PMID 14282020.
- Charrow J et al. Gaucher disease, recommendations on diagnosis, evaluation and monitoring. Arch Intern Med 1998;158:1754-60.
- Diaz GA, Gelb BD, Risch N, Nygaard TG, Frisch A, Cohen IJ, Miranda CS, Amaral O, Maire I, Poenaru L, Caillaud C, Weizberg M, Mistry P, Desnick RJ. Gaucher disease: the origins of the Ashkenazi Jewish N370S and 84GG acid beta-glucosidase mutations. Am J Hum Genet 2000;66:1821-32. PMID 10777718.
- Gaucher PCE. De l'epithelioma primitif de la rate, hypertrophie idiopathique de la rate sans leucemie. Academic thesis, Paris, France, 1882.
- OMIM 606463 (acid β-glucosidase), OMIM 230800 (type I), OMIM 230900 (type II), OMIM 231000 (type III)

- Orphanet: Gaucher disease Dr Nadia BELMATOUG - Dr Jérôme STIRNEMANN - Last update: February 2012